# Estremo pericolo
L'estremo pericolo è una causa di esclusione della illiceità di un comportamento che viola una norma di diritto internazionale. Può essere invocato quando il comportamento altrimenti illecito è imposto per poter salvare la vita o l'integrità fisica propria o delle persone poste sotto la propria tutela.
Ad esempio, il capo dei pompieri può entrare in un'ambasciata per salvare gli addetti da un incendio senza poter attendere l'autorizzazione dal capo della missione diplomatica.
Si differenzia dallo stato di necessità perché quest'ultimo è posto a tutela di un interesse essenziale minacciato da un pericolo imminente, mentre l'estremo pericolo è invocabile per la salvaguardia della vita umana.